# Boeing Pelican
Il Boeing Pelican ULTRA (acronimo di Ultra Large Transport Aircraft) era uno studio per un'aerodina da trasporto strategico pesante proposto dalla Boeing Phantom Works, la divisione dedicata allo sviluppo di velivoli sperimentali dell'azienda statunitense Boeing all'inizio degli anni duemila e rimasto allo stadio progettuale.
Caratterizzato dalle eccezionali dimensioni, con un'ala dall'apertura di 152 m (500 ft) ed una superficie superiore ad un acro (circa 4 050 m²), e capacità di carico, fino a 1 400 t di merci, sarebbe risultato il velivolo, o più propriamente aerodina ibrida ekranoplano-aereo, più grande mai realizzato.

## Storia

### Sviluppo
Nei primi anni duemila la Boeing Phantom Works decise di avviare, su iniziativa privata, lo sviluppo di un nuovo mezzo transoceanico da trasporto strategico che potesse riunire la capacità di un'unità navale alla velocità di un mezzo aereo. La scelta ricadde su un'aerodinamica ibrida, dalle straordinarie dimensioni che potesse sfruttare in condizioni di pieno carico l'effetto suolo generato da un'ala simile a quella utilizzata negli ekranoplani. Grazie a questa particolarità tecnica era possibile ottenere un'elevata autonomia nella fase di trasporto e, una volta giunto a destinazione, ritornare in volo come un normale aeroplano.
Le dimensioni interne erano tali che avrebbe potuto trasportare un'intera divisione in qualunque parte del globo terrestre in un massimo di cinque giorni e cinque divisioni completamente attrezzate in un solo mese. Se necessario avrebbe potuto trasportare contemporaneamente 17 carri armati M1 Abrams.

### Profilo di missione
Il Pelican avrebbe potuto, nelle intenzioni dell'ufficio di progettazione, essere caricato direttamente in territorio statunitense quindi, sfruttando l'effetto suolo, trasportare il proprio carico dalla costa volando a pochi metri dalla superficie oceanica fino a raggiungere l'area di destinazione. Dopo aver effettuato le operazioni di scarico avrebbe potuto ritornare velocemente alla base di partenza volando ad una quota di 20 000 piedi (quasi 6 100 m), potendo così sorvolare anche delle catene montuose: in questo modo la rotta di ritorno avrebbe potuto essere più breve. L'atterraggio sarebbe poi avvenuto su una pista normale.